# Prime (băutură)
Prime (stilizat cu toate majuscule) este o gamă de băuturi sportive-uri, amestec de băuturi-uri și băuturi energizante create și comercializate de Prime Hydration, LLC. Gama este promovată și fondată de YouTuberi și personalități ale internetului Logan Paul și Olajide „KSI” Olatunji. Anunțul și lansarea produsului în 2022 au fost urmate de un hype pe rețelele sociale asociat cu aceste personalități din rețelele de socializare, care au zeci de milioane de urmăritori la un loc. De asemenea, a fost promovat prin oferte de sponsorizare sportivă de masă.
Prime Hydration produce o varietate de băuturi energizante-uri, băuturi pentru sport-uri și amestec de băuturi-uri care conțin diferite niveluri de cofeină, electroliți-uri și adăugate [ [micronutrient]]s. Băuturile Prime Energy au generat controverse din cauza campaniei lor de marketing, care a fost criticată pentru că vizează copiiși adolescenti, împreună cu concentrația lor mare de cofeină. Mai multe țări, jurisdicții și școli primare și secundare au solicitat restricționarea băuturii din cauza conținutului său de cofeină care depășește limitele legale sau fiind în alt mod considerat nesigur pentru copii.

## Produse
Prime Hydration, LLC este afiliată la Congo Brands, co-deținută de oamenii de afaceri americani Max Clemons și Trey Steiger. În Regatul Unit, unde produsul a fost lansat în iunie 2022, a fost livrat inițial din Statele Unite și acum este fabricat de Refresco.
Etichetarea Prime este utilizată pentru băuturile energizante, băuturile pentru sport și amestecurile de băuturi. Băuturile pentru sport, descrise de producător drept „băuturi hidratante”, sunt formate din 10% nucă de cocos apă și conține electroliți, vitamine B și BCAA. Producătorii afirmă că această versiune a produsului nu conține zahăr adăugat, nu conține cofeină și are aproximativ 20 de calorii pe sticlă. Este îndulcit cu acesulfam de potasiu și sucraloză, ca multe alte băuturi fără zahăr. Aromele Prime Hydration includ: Zmeura albastră, Glowberry (Mer acru), struguri și Orange, Ice Pop, Lemon Lime, Limonade, Meta Moon, Orange Mango, Tropical Punch.
Băutura energizantă, care a fost lansată în 2023, conține 200mg de cofeină și împărtășește mai multe arome cu omologul său băutură pentru sport.

## În cultura populară
În 2023 South Park special de televiziune „Nu este potrivit pentru copii”, băutura energizantă „Cred” devine o tendință populară în rândul copiilor. Băutura este o parodie a lui Prime, imitând designul sticlei.
În 2024 s-a lansat Más+ sponsorizat de Lionel Messi și a fost criticat pentru similitudinea cu Prime.
Legături externe:
https://www.g4media.ro/medicii-si-parintii-din-sua-cer-interzicerea-vanzarii-de-bauturi-energizante-catre-copii-pentru-ca-au-foarte-multa-cofeina.html